# Trixagus obtusus
Trixagus obtusus là một loài bọ cánh cứng trong họ Throscidae. Loài này được Curtis miêu tả khoa học năm 1827.